# 05Н-100 (автодорога)

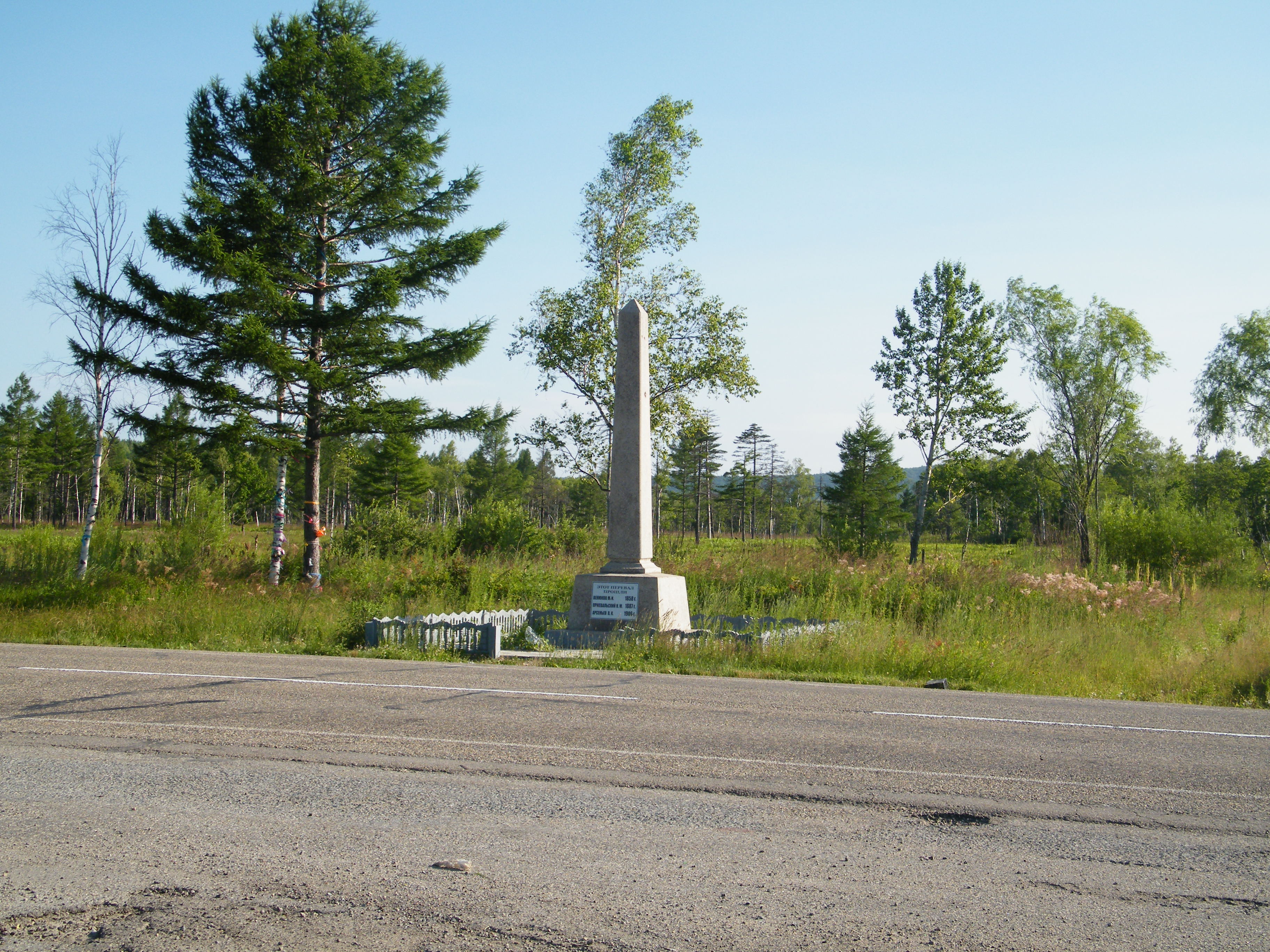
Кавалеровский район,
обелиск русским географам
на перевале Венюкова
Этот перевал
прошли
Венюков М. И. 1858 г.
Пржевальский Н. М. 1887 г.
Арсеньев В. К. 1906 г.

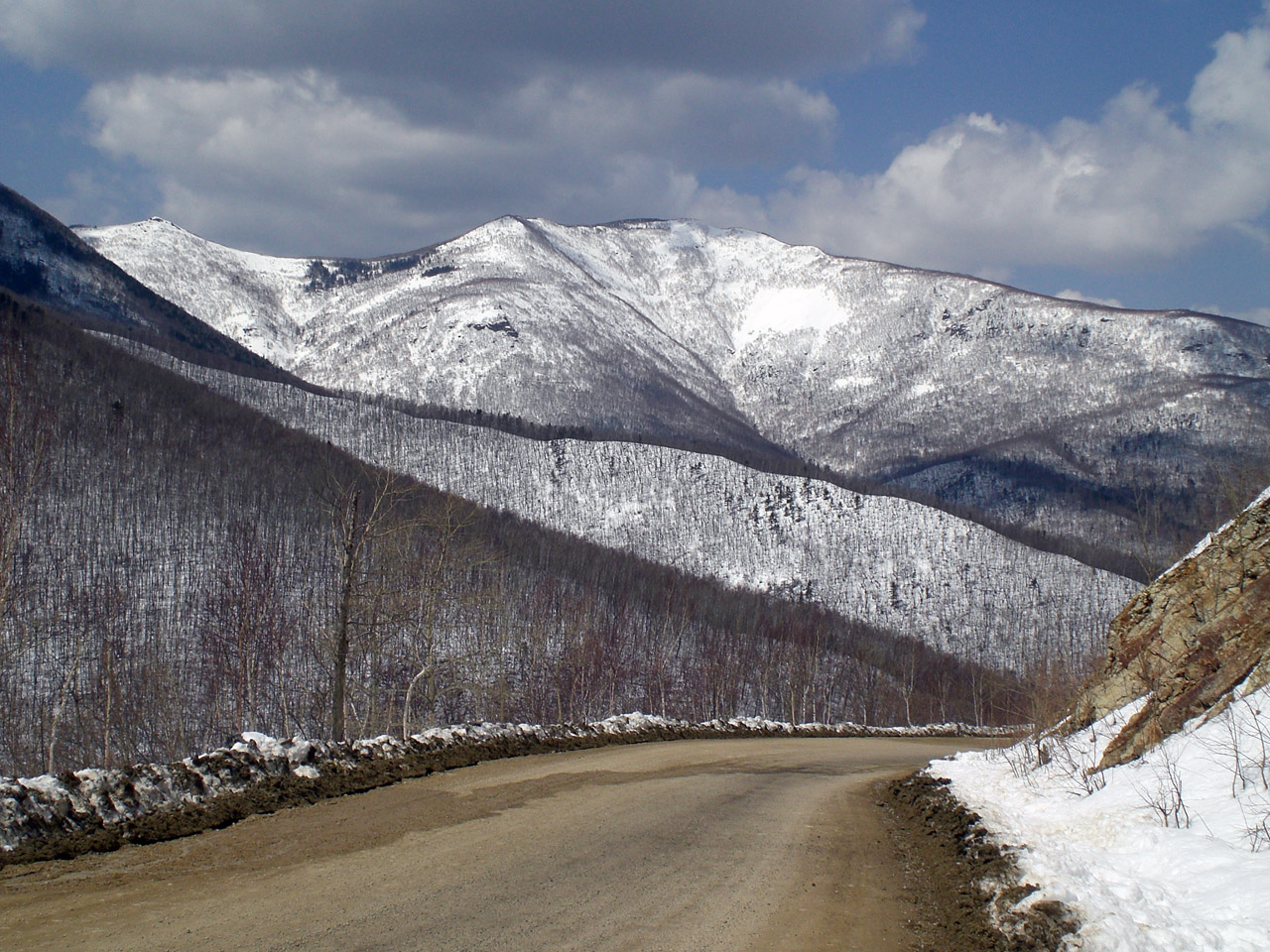
Высокогорский перевал.

Автодорога Осиновка — Рудная Пристань — российская автомобильная дорога регионального значения, соединяющая автомобильную трассу А370 «Уссури» с центральными и северными районами Приморского края. Длина — 378 км. Учётный номер, согласно постановлению администрации Приморского края от 26.11.2012 № 357-па — 05Н-100. До 31 декабря 2017 года допускается использование прежнего номера А181.

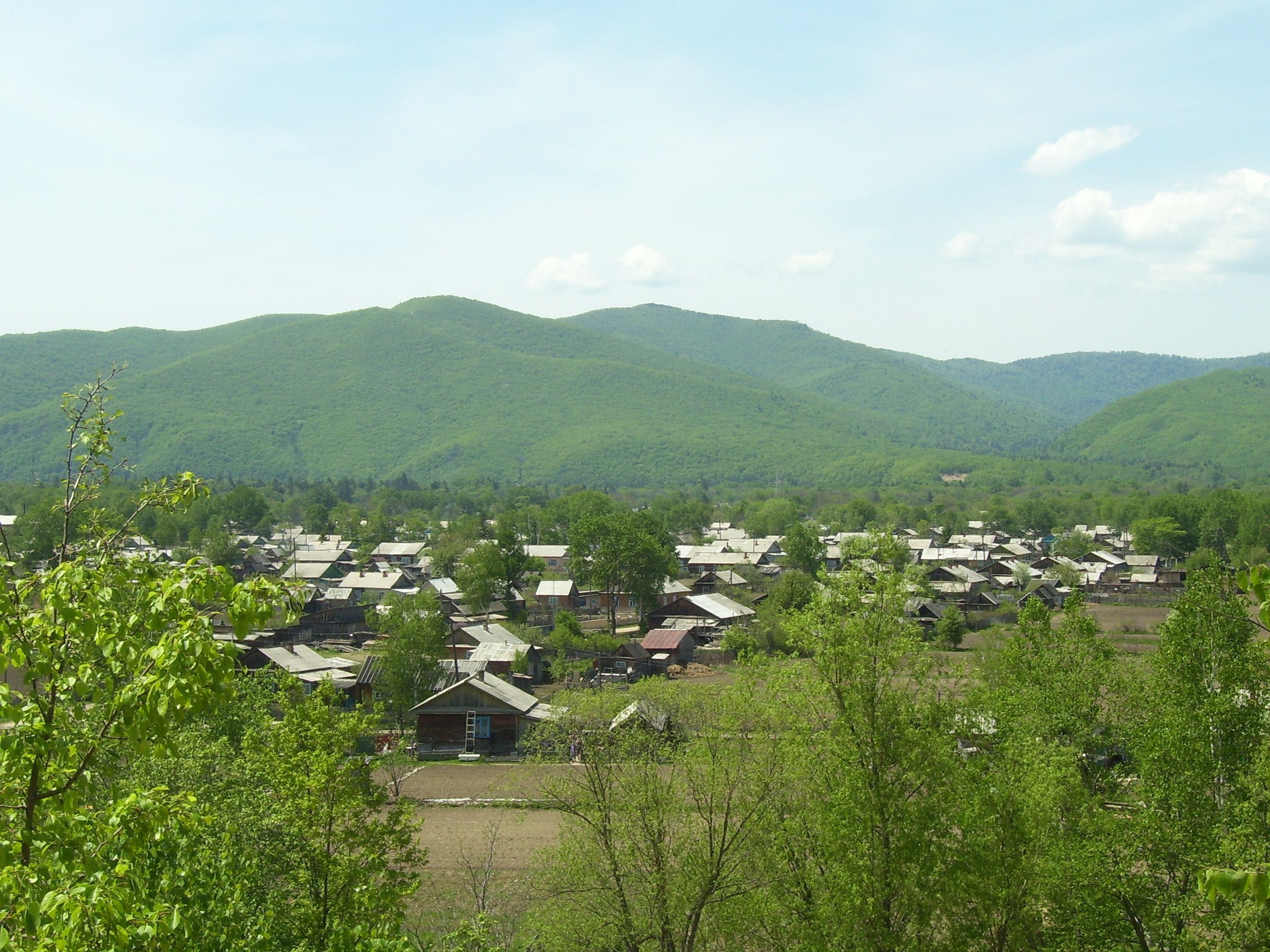
Село Шумный.

## Маршрут
Автомобильная дорога А181 отходит на восток от 627 км дороги М60 (вблизи железнодорожного моста на Транссибе через реку Бакарасьевка и транспортной развязки — автомобильного обхода Уссурийска.
- 0 км  на трассе «Уссури» М60 в 17 км севернее села Михайловка (между Сибирцево и Михайловкой).
- на Песчаное
- 4 км Осиновка,  на Даниловку,  на М60 к Кремово.
- на Горбатку,  на Горное.
- 24 км районный центр Ивановка,  на Николаевку,  на Вассиановку.
- Ширяевка,  на Тарасовку.
- 37 км Лубянка.
- 50 км  на Тигровый.
- 53 км Орловка.
- 66 км  на Староварваровку, далее на Сергеевку, Углекаменск и город Партизанск.
- 69 км Нововарваровка.
- 74 км районный центр Анучино.
- Старогордеевка.
- 78 км Новогордеевка.
- Таёжка.
- 90 км город краевого подчинения Арсеньев.
- на Старосысоевку.
- Сысоевка
- Новосысоевка.
- 110 км Варфоломеевка,  на Лазаревку, далее Яковлевка, далее на город Спасск-Дальний с выходом на М60.
- Досто́евка,  на Покровку.
  - Перевал Еловый.
- 138 км  на Покровку, далее на Яковлевку.
  - Перевал Кедровый.
  - Река Уссури.
- 149 км Новомихайловка, ( на железнодорожную станцию Новочугуевка и на село Чугуевка).
- 155 км  на Булыга-Фадеево.
- 169 км Каменка,  на Заметное.
- Варпаховка.
- на строящуюся трассу «Восток»: Кокшаровка, Ариадное, далее на Ракитное и Дальнереченск с выходом на М60.
- 185 км Уборка.
- на Павловку
- на Изюбриный.
- Антоновка.
- на Ленино, перевал Арсеньева, Фурманово, далее на Пермское и на Ольгу.
- 231 км Шумный.
  - Перевал Малиновый
- 252 км Нижние Лужки.
  - Перевал Венюкова.
- 270 км Рудный.
- 280 км районный центр Кавалерово.
- на Р447: Ольга, Лазо, далее на Находку.
- Горнореченский.
- 315 км Высокогорск.
  - Высокогорский перевал.
- 341 км районный центр город Дальнегорск.
- Сержантово.
- Мономахово.
- на 05K-442 в Лидовку, Каменку, далее Пластун, далее Терней.
- 378 км Рудная Пристань.